# Hugo Hörberg
Hugo Hörberg, född 9 oktober 1882 i Bro socken, Värmland, död 6 november 1944 i Stockholm, var en svensk arkitekt.

## Biografi

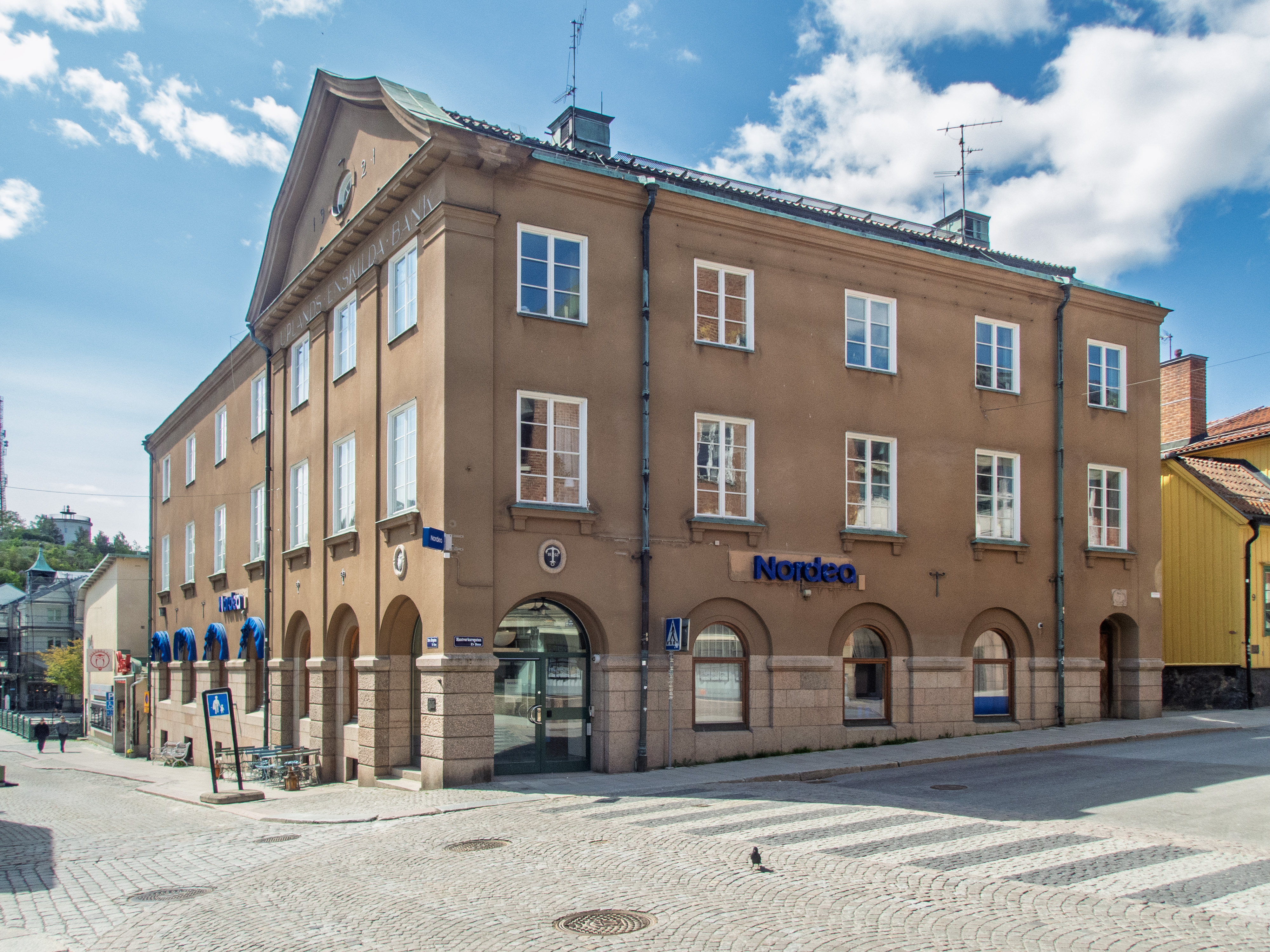
Upplandsbanken i Norrtälje

Hörberg föddes på Bynsbergs gård, och var son till godsägaren Wilhelm Hörberg och hans maka, född Aurell. Efter examen från Kungliga tekniska högskolan i Stockholm, verkade han där som arkitekt. 
I unga år deltog han i flera arkitekttävlingar, och belönades tillsammans med Josef Östlihn med ett inköp i Egnahemsutställningen på Lidingö 1907, 1:a pris tillsammans med Arvid Huss för en restaurangbyggnad i Wämöparken  i Karlskrona 1916
1913 ritade han flera byggnader i kvarteret Harvpinnen på Södermalm i Stockholm. Han ritade vidare Uplands enskilda banks byggnad i Norrtälje 1920.